# ミナミコアリクイ
ミナミコアリクイ（Tamandua tetradactyla）は、有毛目アリクイ科コアリクイ属に分類される哺乳類。
群れを作らず、原生林から人の手の入った二次林、サバンナの乾燥地まで幅広く見られる。アリ、シロアリ、ミツバチなどを餌とする。前肢の爪は非常に硬く、蟻の巣を壊すのに使うほか、身を守るのにも役立てる。

## 分布
アルゼンチン北部、ウルグアイ北部、エクアドル、仏領ギアナ、ガイアナ、コロンビア、スリナム、トリニダード・トバゴ、パラグアイ、ブラジル、ベネズエラ、ペルー、ボリビア
模式産地は単に南アメリカ（America meridionali）とされていたが、後にレシフェ（ブラジル）とされた。

## 形態

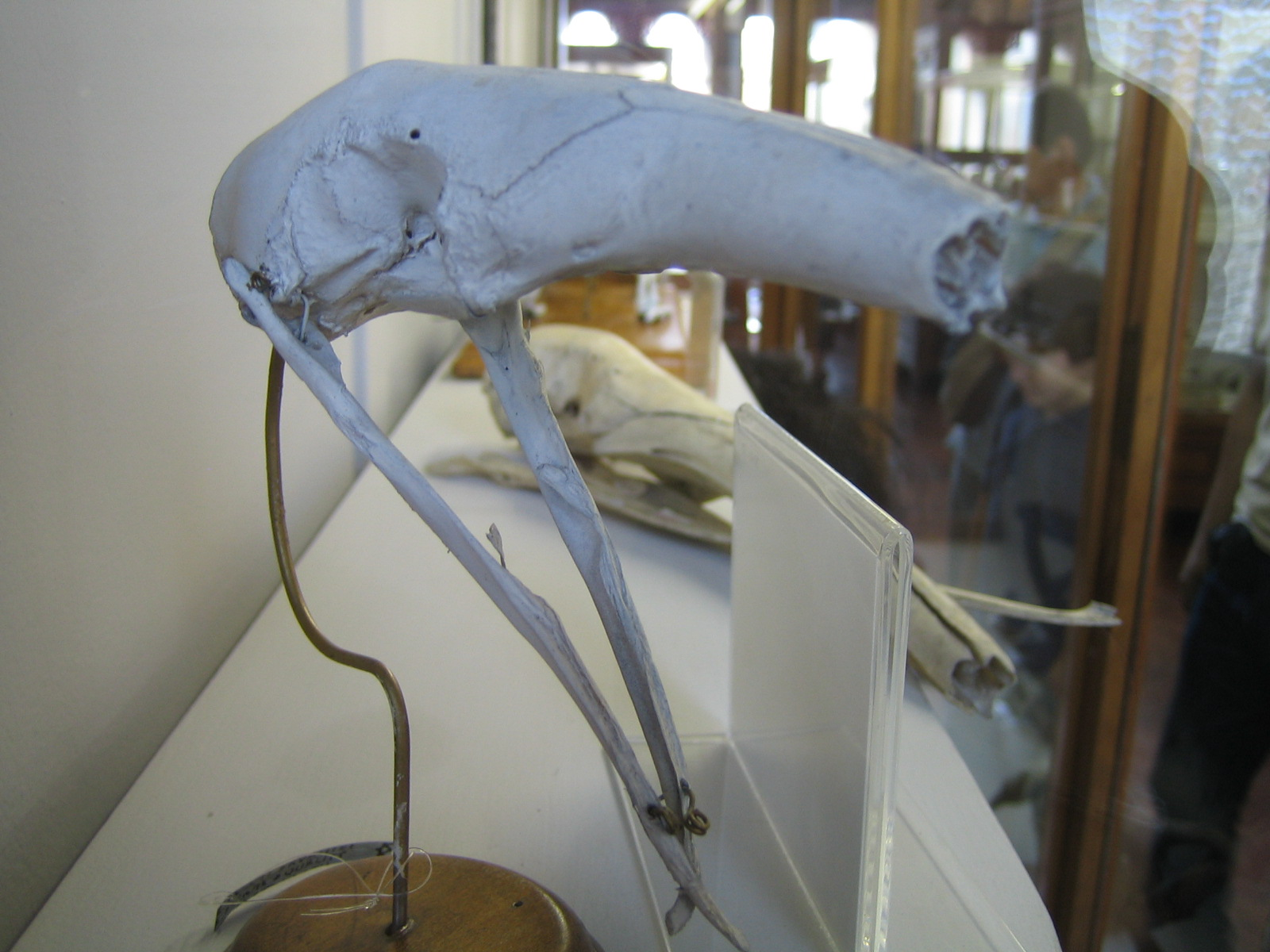
頭蓋骨

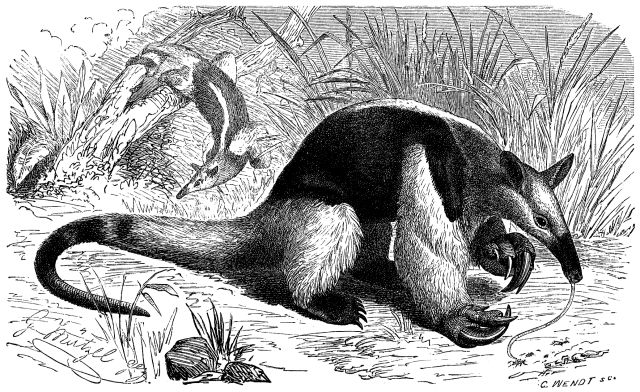
『ブレーム動物事典』中のグスタフ・ミュッツェル (Gustav Mützel) による挿絵、1887年

ミナミコアリクイはアリクイの中では中型だが、環境次第で体の大きさは比較的多様である。頭胴長は34 cmから88 cm、物をつかめる尾の長さは37 cmから67 cmになる。体重は、成獣では1.5 kgから8.4 kgであり、性別によって目立った差はない。近縁種のキタコアリクイと同様、前肢の指は爪のついた4本で、後肢では5本ある。種小名tetradactylaは「4つの指の」の意。歩くときには手の甲を地面につける。これは自身の鋭利な爪で手のひらを刺さないようにするためである。 尻尾の裏側と先端部には毛が生えていない。鼻面は長く伸びて下向きに曲がっており、その開口部は、舌が張り出してくる凸部と同じだけの幅がある。本種とキタコアリクイとではよく似通っており、頭蓋骨でも差異はあまりないが、最も分かりやすい違いは耳であろう。本種の耳は少し長く、平均して5 cmの長さがある。一方キタコアリクイでは4 cmである。
体色は一般的には、淡い黄色から金色の毛皮に黒い模様をまとうが、一部には一様に褐色から黒色の毛色のものもいるようだ。同じミナミコアリクイの中でも、個体によりまた地域により差があるため、種全体をひとくくりには説明できない。たとえば、生息域の南東部にいるものは色合いがはっきりして、肩から尻にかけての黒い模様が色濃く、黒縁が肩のあたりで広がり、前足を取り囲んでいる。その他の部分は茶色や褐色や金色である。ブラジル北部やベネズエラからアンデス山脈西部にいる集団では、金色や濃い茶色や黒色あるいは色があまりないものが多い。本種のレッドリストの評価者である Flávia Miranda によれば、アマゾン川の以北と以南とに分集団の間に明白な形態の差異が認められたという。

## 分類
アリクイ属の最古の化石は更新世の南アメリカまで遡る。
以下の分類はHayssen(2011)に従う。
Tamandua tetradactyla tetradactyla (Linnaeus、1758)
Tamandua tetradactyla nigra (Geoffroy Saint-Hilaire, 1803)
模式産地は仏領ギアナとされる。
Tamandua tetradactyla quichua Thomas, 1927
模式産地はペルー
Tamandua tetradactyla straminea (Cope, 1889)
模式産地はマットグロッソ州（ブラジル）とされる。

## 生態
生息環境は熱帯多雨林、サバンナ、砂漠、マングローブなどと多岐にわたる。渓流や川の近く、とくにつる植物や着生植物が群生しているところに多く生息する傾向がある。アリクイは一般に夜行性だが、昼間に活動することもある。営巣場所は、木の虚(うろ)やアルマジロなど他の動物が使っていたねぐらである。行動圏はブラジルで100ヘクタール、ベネズエラで375ヘクタールという報告例がある。
他の個体に、肛門腺から悪臭を放出されたり、うなり声を上げられたりして苛立った時になら、相手と交流することもある。しかし一日の大半は、樹上で餌を取ることに専念している。ベネズエラで行われた複数の生息地での研究によると、ミナミコアリクイが樹上で過ごす時間は一日のうち13%から64%にのぼった。要するにミナミコアリクイは地上を動くのは不得意なので、日常的には常歩(なみあし)だけで過ごし、類縁のオオアリクイならできるギャロップはできない。
ミナミコアリクイは強靭な前肢を自己防衛に用いる。樹上で危険が迫ると、後肢と尻尾で枝を掴み、腕とその長く湾曲した爪を遊ばせ、戦闘に備える。地上で攻撃を受けた場合、ミナミコアリクイは岩や木のところまで後退し、前肢で外敵をつかむ。熱帯雨林では、日中ハエや蚊の集団に取り囲まれるわけだが、ミナミコアリクイは目の周りについたそれらを追い払う動きをすることがある。 本種の目は小さくて視力に関しても良いとは言えないが、その大きく直立した耳は、聴力が主体であることを物語っている。
アリとシロアリを同程度に食べるが、偶発的に果実を食べた例もある。また、蜂蜜を食べるためにミツバチを襲うこともある。餌の在り処は匂いで探り、グンタイアリ、オオアリなどと言った幅広い生物種を餌とする。 ハキリアリなど、強力に化学武装したアリには手を出さない。 飼育下では、果実や肉も同様に食べることが知られている。アリクイは頑健な前肢を使って獲物を引っ張りだして蟻の巣を潰し、長く伸びた鼻先と丸い舌（長さは最大で40 cm）で昆虫を舐め取る。同所的に分布するオオアリクイとは同種のアリ類を食べるため食性が重複するが、オオアリクイは樹上に登らない。
メスは一年に複数回発情し(en:Polyestrous)、交尾は主に秋に行われる。 妊娠期間は130日から190日、春に子を一頭だけ生む。 生まれたての赤ちゃんは親にあまり似ていなく、毛色が白から黒まで多様である。母親はときどき子を背中におんぶしたり、自身の食事中には子を安全な木の枝の上に置き、いわば託児したりする光景が見られる。

## 人間との関係
食用とされたり、皮革が利用されることもある。ペットとして飼育されることもある。野生個体が、個人や飼育施設へ寄贈・流通されることもある。
絶滅のおそれはないが、一部の個体群では生息地の破壊、山火事、道路建設などによる影響が懸念されている。
ミナミコアリクイをペットとして飼う者もいるが、一部では不当に入手したり、処分がされている。あるいはさらにその皮革は革製品として利用できることから、動物密売の市場に流通するほどである。人や犬の食用に供するため、その肉を狙って狩猟の標的にされる。尻尾にある分厚い腱からはロープが作れるので、そのために殺されることもある。また、インディオらはアリクイ属を利用して家屋のアリやシロアリを排除する。